# Forlaget Modtryk
Forlaget Modtryk er et dansk forlag, der er grundlagt i 1972.

## Historie
Forlaget blev grundlagt som et erklæret venstrefløjsforlag med navnet Modtryk. Socialistisk trykkeri, A.m.b.A. Den første bestyrelse bestod af Carsten Vengsgaard, Niels Kjellund, Mikael Witte Jensen, Hans Kjellund, Frands Mortensen, Finn Donsbæk, Vibeke von Sperling, Niels Ole Finnemann Nielsen og Peter von Sperling. 1970'erne var en fremgangsrig periode for den politiske litteratur på forlaget, og første udgivelse var Malerrapporten. Senere fulgte intern politisk uenighed med mange splittelser og kriser til følge, der bl.a. bevirkede, at forlaget Klim skilte sig ud fra Modtryk i 1984. De første 10 år er beskrevet i “Medvind-Modvind. Ti års kultur på venstrefløjen” 
I 2009 oprettede Modtryk det københavnsbaserede børnebogsforlag Forlaget Alvilda med den tidligere Carlsen-direktør Jens Trasborg som forlagsdirektør.

## Aktuel udgivelsesprofil
Forlaget er i dag (2008) især kendt for sine udgivelser af kriminal- og spændingsromaner. Heriblandt romaner af Stieg Larsson, Arne Dahl, Jo Nesbø, Morten Hesseldahl, Håkan Nesser samt Jan Guillou.
I 2007 genudgav man krimiserien Roman om en forbrydelse af forfatterparret Maj Sjöwall og Per Wahlöö skrevet i perioden 1965-1975 i dansk nyoversættelse ved Bjarne Nielsen.

## Reference
1. 1 2  "Fra kapitallogik til kriminalromaner | information.dk". Arkiveret fra originalen 5. december 2008. Hentet 14. juli 2008.
2. ↑  Preben Bach og Jan Knus (Red.): Medvind-Modvind. Ti års kultur på venstrefløjen. Festskrift til Modtryks 10-års jubilæum 1982. Århus. ISBN 87 88135 35 7. Bidrag af Karl Erik Schøllhammer, Søren Markussen, Henning Mortensen, Jesper Jensen, Mikael Witte, John Max Petersen, Inge Eriksen, Ulrik Graes, Niels Ole Finnemann, Anne Lise Ebbe, Jan Knus m.fl.
3. ↑  "Nyt børnebogsforlag | kpn.dk". Arkiveret fra originalen 15. september 2009. Hentet 14. september 2009.